# 1995 AO1
1995 AO1 är en asteroid i huvudbältet som upptäcktes den 10 januari 1995 av den japanska astronomen Takao Kobayashi vid Ōizumi-observatoriet.
Asteroiden har en diameter på ungefär 6 kilometer.